# Chapelle Sainte-Croix de Châtenois
La chapelle Sainte-Croix est un monument historique situé à Châtenois, dans le département français du Bas-Rhin.

## Localisation
Ce bâtiment est situé rue du Maréchal-Foch à Châtenois.

## Historique
L'édifice fait l'objet d'une inscription au titre des monuments historiques depuis 2001.